# Décret du 13 avril 1791
Décret du 3 juillet 1790
Définition des conditions de rachats des autres droits féodaux Décret du 15 juin 1791
Définition des conditions de rachats des droits seigneuriaux rachetables
Par le décret du 13 avril 1791 (nommé aussi décret des 13-20 avril 1791,), l'Assemblée nationale a déterminé les conditions de rachats des droits féodaux considérés comme rachetables par le décret du 15 mars 1790. 

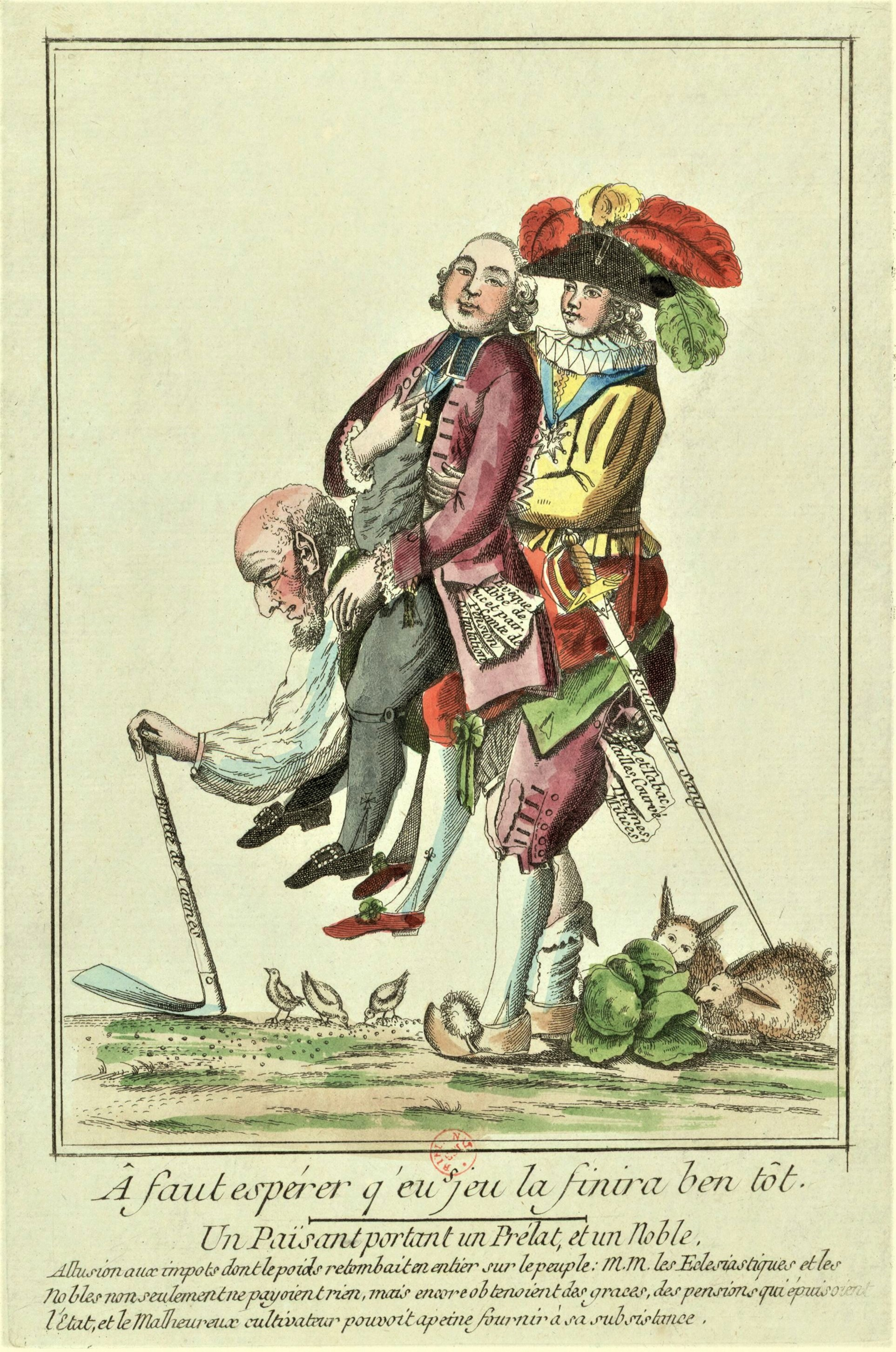
Eau-forte en couleur intitulée : « Â faut espérer q'eu s jeu la finira ben tôt »
Un païsan portant un Prélat et un Noble.
Allusion aux impôts dont le poids retombait en entier sur le peuple : M.M. les Eclésiastiques et les Nobles non seulement ne payoient rien, mais encore obtenoient des graces, des pensions qui épuisoient l'Etat et le Malheureux cultivateur pouvoit a peine fournir à sa subsistance.
Caricature anonyme, Paris, mai 1789

## Contenu
Merci de procéder au transfert en conservant l'historique. 

## Sources et références
1. 1 2  Mémorial A n° 13 du 20.04.1791, Décret du 13 avril 1791 concernant l'abolition de plusieurs droits seigneuriaux, notamment de ceux qui étaient ci-devant annexés à la justice seigneuriale, et le mode de rachat de ceux qui ont été déclarés rachetables, consulté le 14/11/2016
2. ↑  Lepec, Bulletin annoté des lois, décrets et ordonnances: depuis le mois de juin 1789 jusqu'àu mois d'aout 1830 : 16 volumes in 8, Volume 2, Paris, Paul Dupont, 1834
3. ↑  Louis Rondonneau, Collection général des lois, décrets, arrétés, sénatus-consultes, avis du Conseil d'Etat et réglemens d'administration, Louis Rondonneau et Sècle, Paris, 1817
4. ↑  Assemblée nationale, Décret de l'Assemblée Nationale concernant les droits féodaux, du 15 mars 1790, Chez Baudouin, imprimeur de l'Assemblée nationale, Paris, 15 mars 1790
5. ↑  Université Stanford, French Revolution Digital Archive » Archives Parlementaires » Tome 25 : Du 13 avril au 11 mai 1791 » Séance du mercredi 13 avril 1791 » page 4, consulté le 14/11/2016